# Поясйоки (приток Айттойоки)
Поясйоки, в верхнем течении Коннунйоки — река в России, протекает по территории Суоярвского района Карелии.

## Общие сведения
Исток Коннунйоки — озеро Кюляярви. Устье реки находится по правому берегу реки Айттойоки, вблизи её истока. Длина реки — 14 км, площадь водосборного бассейна — 296 км².

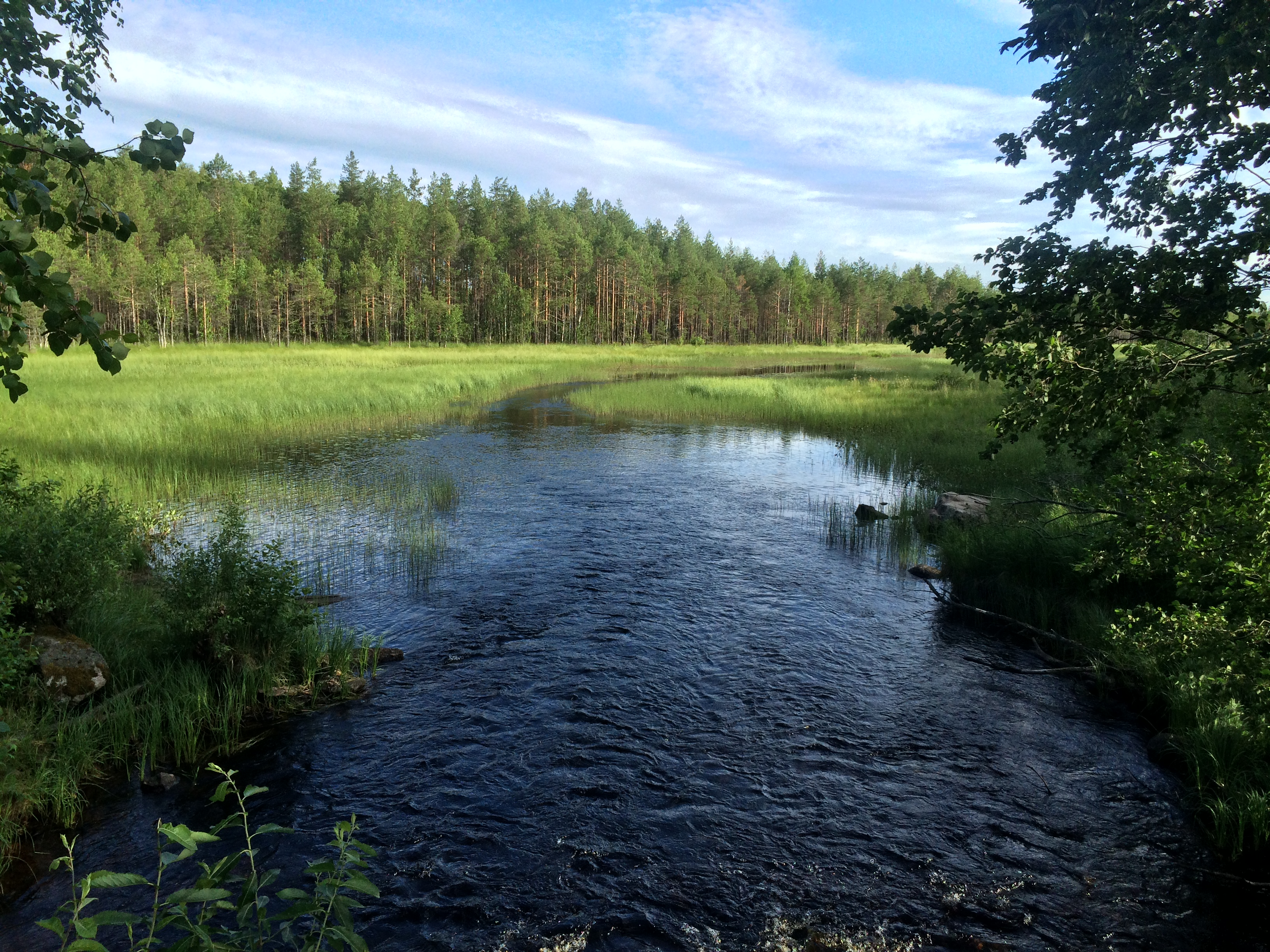
Вид по течению

В верхнем течении до впадения в озеро Поясъярви река носит название Коннунйоки, ниже озера река меняет название на Поясйоки.
- В 3 км от устья, по левому берегу реки впадает река Луглайоки.

## Данные водного реестра
По данным государственного водного реестра России относится к Балтийскому бассейновому округу, водохозяйственный участок реки — Шуя, речной подбассейн реки — Свирь (включая реки бассейна Онежского озера). Относится к речному бассейну реки Нева (включая бассейны рек Онежского и Ладожского озера).